# Feliksas Džiautas
Feliksas Džiautas (* 28. November 1953 in Martnonys, Rajongemeinde Ukmergė) ist ein litauischer sozialdemokratischer Politiker.

## Leben
Nach dem Abitur an einer Mittelschule absolvierte Feliksas Džiautas 1977 das Diplomstudium der Geschichte an der VVU in der litauischen Hauptstadt Vilnius. Von 1991 bis 1993 lehrte er und war stellv. Direktor der Höheren technischen Schule Alytus. Von 1990 bis 1997 war er Mitglied im Stadtrat Alytus. Von 2003 bis 2007 war Administrationsdirektor der Stadtgemeinde Alytus, ab 2007 stellvertretender Bürgermeister von Alytus, von 2010 bis 2012 Bürgermeister. 
Ab 1990 war Džiautas Mitglied der Lietuvos demokratinė darbo partija, ab 2001 der Lietuvos socialdemokratų partija.
Džiautas ist verheiratet. Mit Frau Anelė-Angelė hat er die Tochter Akvilė und den Sohn Tautvydas.

## Quelle
- Leben

| Personendaten    | Personendaten                    |
| ---------------- | -------------------------------- |
| NAME             | Džiautas, Feliksas               |
| KURZBESCHREIBUNG | litauischer Politiker            |
| GEBURTSDATUM     | 28. November 1953                |
| GEBURTSORT       | Martnonys, Rajongemeinde Ukmergė |